# أولدهام الشرقية وسادلوورث (دائرة انتخابية في المملكة المتحدة)
أولدهام الشرقية وسادلوورث (بالإنجليزية: Oldham East and Saddleworth)‏ هي إحدى الدوائر الانتخابية في المملكة المتحدة الممثلة في مجلس العموم في برلمان المملكة المتحدة.
عضو البرلمان الذي يمثلها حالياً هو :Mr Phil Woolas (Lab).